# ماري سويني
ماري سويني (بالإنجليزية: Mary Sweeney)‏ هي منتجة أفلام ومونتيرة وكاتبة سيناريو ومخرجة أمريكية، ولدت في 1953 في ماديسون في الولايات المتحدة.

## وصلات خارجية
- ماري سويني على موقع IMDb (الإنجليزية)
- ماري سويني على موقع ألو سيني (الفرنسية)
- ماري سويني على موقع أول موفي (الإنجليزية)
- ماري سويني على موقع قاعدة بيانات الأفلام السويدية (السويدية)
- ماري سويني على موقع قاعدة بيانات الفيلم (الإنجليزية)
- ماري سويني على موقع كينوبويسك (الروسية)